# Ракусы
Ракусы (словац. Rakúsy) — село и одноимённая община в районе Кежмарок Прешовского края Словакии. В письменных источниках начинает упоминаться с 1288 года.

## География
Село расположено в западной части края, к западу от реки Попрад, у подножия Высоких Татр, при автодороге 3098. Абсолютная высота — 682 метра над уровнем моря. Площадь муниципалитета составляет 6,34 км².

## Население
| Год:                | 1994 | 2004     | 2014     | 2024     |
| ------------------- | ---- | -------- | -------- | -------- |
| Количество человек: | 1477 | 2151     | 3038     | 3512     |
| Разница:            |      | +45,63 % | +41,23 % | +15,60 % |

По данным последней официальной переписи 2011 года, численность населения Ракусов составляла 2819 человек.
Национальный состав населения (по данным переписи населения 2011 года):
| Национальность | Численность, человек |
| -------------- | -------------------- |
| цыгане         | 1668                 |
| словаки        | 808                  |
| венгры         | 1                    |
| моравы         | 1                    |
| не указана     | 286                  |